# Враня
Вижте пояснителната страница за други значения на Враня.
Враня (на сръбски: Врање или Vranje) е град в Южна Сърбия, административен център на Пчински окръг и Градска община Враня.
През 2003 година населението на града наброява 55 200 души, по-голяма част от които се самоопределят за сърби. Намира се само на няколко километра от границата със Северна Македония. Той е сред големите центрове на Поморавието.

## История
Областта е включена в пределите на Първата българска държава по времето на хан Пресиян.
Градът е споменат за първи път през 1093 година от Ана Комнина, дъщеря на византийския император Алексий I Комнин. В книгата „Алексиада“, Ана Комнина разказва за превземането на града от сръбския войвода Вукан, но не след дълго византийците си възвръщат Враня.
След възстановяване на българската държавност, по времето на цар Калоян, града и околността влизат във Втората българска държава. Сръбското проникване в града и околността е към края на 13 век. Интересна особеност е, че Враня за разлика от Ниш и Лесковац е била по-продължителен период в сръбски ръце, но независимо от това, българщината тук е пуснала здрави корени. Това се дължи на географската близост и свързаност на града и областта със Скопие. По време на австрийската окупация на Балканите (1688 – 1692) Враня се управлява от немското семейство Фон Лам.
Според етнографската карта от 1877 – 1878 г. на немския дипломат Карл Закс, жителите на Враня по това време са българи екзархисти.
Вранци и населението от областта участват активно в борбите за църковна и национална независимост. Градът и околността са включени в диоцеза на Българската екзархия, а по-сетне и в Санстефанска България. По силата на Берлинския договор, Сърбия с получаването на независимост, придобива Враня с околността.
По време на Първата световна война от 4 октомври 1915 до 1918 г. градът е под български контрол. Към 1917 година има население от 11 500 души. Край града са погребани 273 български войници и офицери от Първата световна война. След войната с възстановяване на статуквото и по силата на Ньойския договор към Вранско е придадено Босилеградско.
Градът и околността са част от Царство България по време на Втората световна война (1941 – 1944). По време на българското управление в Поморавието в годините на Втората световна война, Любен Ив. Пейчев от Брезник е български кмет на Враня от 8 август 1941 година до 2 април 1943 година. След това кмет е Петър Св. Миленков от Пловдив (15 май 1943 - 31 август 1944).

## Личности
Родени във Враня
- Бакия Бакич (1923 – 1989), сръбски музикант
- Борислав Станкович (1876 – 1927), сръбски писател
- Вера Ценич (1930-), сръбска писателка
- Джордже Тасич (1892 – 1943), юрист, декан на Юридическия факултет в Белград
- Душко Попович (1913 – 1943), югославски партизанин и деец на НОВМ
- Живан Кнежевич (1906 – 1987), югославски и американски военен
- Иван Велков (1930 – 2008), художник от Северна Македония
- Иван Попов (1840 – 1915), български просветен деец
- Йован Хадживсилевич (1866 – 1946), сръбски историк и етнограф
- Милан Влаинац (1877 – 1964), сръбски учен агроном, член на сръбската делегация на Мирната конференция в Париж 1919
- Михаил Попов (? – след 1915), български просветен деец
- Христо Петров, български опълченец, постъпил на 1 май 1877 година в 1 дружина, 2 рота, уволнен на 1 юли 1878 г.[7]
- Юстин Попович (1894 – 1979), архимандрит, философ, православен богослов

Починали във Враня
- Йордан Миялков (1932 – 1991), политик от Северна Македония
- Панайот Гиновски (1842 – 1886), български зограф и фолклорист

## Други
На Враня е наречена улица в София (Карта).